# Бенгази
Бенгази (арап. بنغازي) је град на североистоку Либије на источној обали залива Сидра. Град има 1.500.000 становника, други је по величини град у Либији и важна је караванска веза са унутрашњим делом земље.
Бенгази је центар трговине житарицама, урмама, маслинама, вуном и сточним производима који пристижу из околних области. Поред тога, пољопривреда и лов на туне и сунђере су важне делатности. Сунђери, кожа и вуна су главни извозни артикли.

## Историја
Бенгази је основан као старогрчка колонија "Hesperidis". 
Био је део Османског царства од 16. века све до 1911. године када су га освојили Италијани за време Италијанско-турског рата и од онда је био део Италијанске Либије.
За време Другог светског рата заузели су га Британци и био је центар Британске територијалне управе, све до независности Либије 1951. године.

## Становништво
| Година       |
| Становништво |
| ------------ |

## Партнерски градови
- Истанбул